# Vovciîk, Konotop
Vovciîk (în ucraineană Вовчик) este un sat în comuna Kozațke din raionul Konotop, regiunea Sumî, Ucraina.

## Demografie
Componența lingvistică a localității Vovciîk
     Ucraineană (100%)
Conform recensământului din 2001, toată populația localității Vovciîk era vorbitoare de ucraineană (100%).